# AMTAB
AMTAB S.p.A. (acronimo di Azienda Mobilità e Trasporti Autofiloviari di Bari) è la società in house del comune italiano di Bari, suo unico azionista, concessionaria del servizio di trasporto pubblico locale e della gestione della sosta tariffata nel territorio comunale.
Al 31 dicembre 2019 l'azienda ha trasportato circa 24 875 977 passeggeri.

## Storia
L'Azienda Municipalizzata Trasporti Autofiloviari Baresi (AMTAB) nacque con delibera del consiglio comunale di Bari il 1º febbraio 1965, subentrando alla SAER nell'ottica di una municipalizzazione del servizio di trasporto pubblico. L'azienda iniziò l'attività il 1º ottobre successivo con un organico di 574 dipendenti.
Nel 1997 il consiglio comunale deliberò trasformazione dell'AMTAB in azienda speciale in ottemperanza alla legge 142 del 1990, cambiando ragione sociale in Azienda Speciale Trasporti Autofiloviari Baresi (ASTAB) a partire dal 28 marzo 2000. La trasformazione durò poco tempo, infatti il 23 marzo 2001 il sindaco Simeone Di Cagno Abbrescia deliberò la trasformazione da azienda speciale a società per azioni, modificando la ragione sociale in Azienda Mobilità e Trasporti Autofiloviari di Bari e ripristinando l'acronimo storico AMTAB.
AMTAB fu poi scissa nel corso del 2003 in AMTAB Servizio, gestore operativo del trasporto pubblico, e AMTAB Patrimonio, con funzioni di agenzia della mobilità poi rinominata in STM Bari. STM Bari fu poi fusa per incorporazione in AMTAB l'8 maggio 2007.

## Linee
| Linea | Capolinea 1                 | Capolinea 2                        | Note                                                                            |
| ----- | --------------------------- | ---------------------------------- | ------------------------------------------------------------------------------- |
| 01    | Bari Centrale (B)           | Colombo (Lido) (Santo Spirito)     |                                                                                 |
| 02    | Piscine Comunali            | C.S. Polivalente (A)               |                                                                                 |
| 02/   | Piscine Comunali            | Conenna Cap.                       |                                                                                 |
| 03    | Bari Centrale (B)           | Ospedale San Paolo                 |                                                                                 |
| 04    | Bari Centrale (A)           | Ist. Agronomico (Valenzano)        |                                                                                 |
| 06    | Piscine Comunali            | Parco Domingo                      |                                                                                 |
| 07    | Bari Centrale (B)           | Dep. Amtab                         |                                                                                 |
| 09    | Policlinico                 | C.S. Polivalente (A)               |                                                                                 |
| 10    | Parco Domingo               | C.S. Polivalente (A)               |                                                                                 |
| 11    | Bari Centrale (A)           | Crispi (Loseto)                    | Ospedale di Venere e Ceglie del Campo all'andata, Quartiere S. Rita al ritorno  |
| 11/   | Bari Centrale (A)           | Crispi (Loseto)                    | Quartiere S. Rita all'andata, Ceglie del Campo e Ospedale di Venere al ritorno  |
| 12    | Bari Centrale (A)           | Fenicia Cap. (Torre a Mare)        | Percorre il lungomare                                                           |
| 12/   | Bari Centrale (A)           | Fenicia Cap. (Torre a Mare)        | Percorre Via Capruzzi, Via Peucetia, V.le Japigia, Via G. Gentile               |
| 13    | Bari Centrale (B)           | Dalfino (S. Paolo)                 |                                                                                 |
| 14    | Oleandri (Zona Industriale) | C.S. Polivalente (A)               |                                                                                 |
| 16    | Bari Centrale (B)           | Aeroporto                          |                                                                                 |
| 19    | Bari Centrale (B)           | Lealtà                             |                                                                                 |
| 20    | Bari Centrale (B)           | Parco Adria                        |                                                                                 |
| 21    | Bari Centrale (A)           | Madonna delle Grazie (Ceglie)      |                                                                                 |
| 22    | Piscine Comunali            | Torre di Mizzo (Mungivacca)        |                                                                                 |
| 23    | Bari Centrale (A)           | Bari Centrale (A)                  | Circolare Bari Centrale - Reg. Puglia                                           |
| 25    | Luigi di Savoia             | Oleandri (Zona Industriale)        |                                                                                 |
| 27    | Piscine Comunali            | Parco Domingo                      |                                                                                 |
| 30    | Don Nuzzi (Loseto)          | Margherite Cap. (Zona Industriale) |                                                                                 |
| 33    | Dep. Amtab                  | Lealtà                             |                                                                                 |
| 35    | Policlinico                 | Policlinico                        | Circolare Policlinico                                                           |
| 42    | Piscine Comunali            | P&R Pane e Pomodoro                |                                                                                 |
| 50    | Bari Centrale (B)           | Bari Centrale (B)                  | Circolare Bari Centrale                                                         |
| 53    | Bari Centrale (B)           | De Blasi (S. Paolo)                |                                                                                 |
| 61    | Lealtà                      | Dep. Amtab                         |                                                                                 |
| 71    | Bari Centrale (B)           | S. Caterina                        |                                                                                 |
| CPJ   | C.S. Polivalente (A)        | C.S. Polivalente (A)               | Circolare Japigia - Polo Tecnico                                                |
| A     | P&R V. Veneto               | P&R V. Veneto                      | Circolare Park & Ride V. Veneto - Centro                                        |
| B     | Massari (A)                 | Massari (A)                        | Circolare P.zza Massari - Park & Ride Pane e Pomodoro                           |
| AB    | P&R V. Veneto               | P&R V. Veneto                      | Circolare notturna Park & Ride V. Veneto - Centro - Park & Ride Pane e Pomodoro |
| C     | P&R 2 Giugno                | P&R 2 Giugno                       | Circolare Park & Ride Parco 2 Giugno - Centro                                   |
| D     | Petroni 19B                 | Petroni 19B                        | Circolare Petroni 19B (Bari Centrale) - Poggiofranco                            |
| E     | Bari Centrale (B)           | Bari Centrale (B)                  | Circolare Bari Centrale - Polipark                                              |
| H     | Policlinico di Bari         | Policlinico di Bari                | Circolare interna al Policlinico di Bari                                        |

## Impianti e rimesse
L'azienda dispone di un'unica rimessa presso la sede centrale posta in viale Luigi Jacobini, nella zona industriale di Bari. L'ufficio abbonamenti è situato invece in via Trevisani, 206.

## Dati societari
AMTAB opera i suoi due servizi in virtù di due contratti distinti firmati con il comune di Bari, che è anche socio unico dell'azienda.

## Parco mezzi
AMTAB dispone unicamente di autobus, autosnodati e minibus. In vista di un possibile ripristino della rete filoviaria, soppressa nel 1987 sono stati acquistati alcuni esemplari di Ansaldo F15 nel 1997 e Van Hool A330T. Oltre ai suddetti Bredabus nel deposito aziendale sono accantonati altri mezzi storici, come i Fiat 412 Aerfer Metropol bipiano (serie 2000 ex-ATAN Napoli).
Nel settembre 2015, con la messa in servizio dei primi 12 Iveco Bus Urbanway, la livrea aziendale ha assunto i colori rappresentativi della città: il bianco ed il rosso.
Al 31 dicembre 2019 disponeva di un totale di 238 mezzi.
| Modello                          | Serie sociale | Lunghezza | Motore                 | In servizio dal |
| -------------------------------- | ------------- | --------- | ---------------------- | --------------- |
| Tecnobus Gulliver                | 013-016       | 5,2 m     | Elettrico              | 2007            |
| BredaMenarinibus Vivacity        | 1201-1206     | 7,9 m     | GNC                    | 2009            |
| Irisbus Europolis                | 3001-3011     | 9,2 m     | Diesel                 | 2002            |
| Irisbus Europolis                | 3012-3031     | 9,2 m     | Diesel                 | 2007            |
| Heuliez GX127                    | 3032-3034     | 9,4 m     | Diesel                 | 2021            |
| Irisbus Europolis                | 3101-3110     | 9,2 m     | GNC                    | 2005            |
| Irisbus Europolis                | 3111-3119     | 9,2 m     | GNC                    | 2009            |
| Heuliez GX137                    | 3201-3214     | 9,4 m     | Diesel                 | 2018            |
| Mercedes-Benz Citaro C2          | 4301-4322     | 10,8 m    | Diesel ibrido          | 2020            |
| Mercedes-Benz Citaro             | 4323-4334     | 10,8 m    | Diesel ibrido          | 2024            |
| MAN Lion's City efficient hybrid | 4401-4421     | 12 m      | Diesel ibrido          | 2023            |
| Iveco CityClass                  | 7001-7030     | 12 m      | Diesel                 | 2002            |
| Irisbus Cityclass                | 7031-7055     | 12 m      | Diesel                 | 2006            |
| Irisbus Cityclass                | 7101-7120     | 12 m      | GNC                    | 2006            |
| BredaMenarinibus Avancity        | 7201-7213     | 12 m      | GNC                    | 2009            |
| Irisbus Cityclass                | 7301-7315     | 10,8 m    | Diesel                 | 2014            |
| Irisbus Cityclass                | 7316-7321     | 10,8 m    | Diesel Euro 4          | 2015            |
| Iveco Bus Urbanway               | 7401-7412     | 12 m      | Cursor 8 GNC Euro 6    | 2015            |
| Iveco Bus Urbanway               | 7413          | 12 m      | Cursor 9 GNC Euro 6    | 2018            |
| Iveco Bus Urbanway               | 7451-7452     | 12 m      | Cursor 9 Diesel Euro 6 | 2018            |
| Temsa LF 12                      | 7453-7454     | 12 m      | Motore Diesel          |                 |
| Menarinibus Citymood             | 7501-7545     | 12 m      | Cursor 8 GNC Euro 6    | 2018            |
| MAN Lion's City A23 AG           | 9101-9104     | 17,9 m    | GNC                    | 2007            |
| MAN NG 353                       | 9121-9123     | 17,9 m    | Diesel                 | 2016            |
| MAN Lion's City A40 GL           | 9131-9133     | 18,7 m    | GNC                    | 2018            |
| MAN Lion's City efficient hybrid | 9201-9203     | 18,7 m    | Diesel ibrido          | 2023            |

Note
1. ↑  Ex RTM Marsiglia.
2. ↑  Ex Trieste Trasporti
3. ↑  già serie Amtab 7056-7070
4. ↑  Ex Basler Verkehrs-Betriebe